# インドアトライアル世界選手権
Xトライアル世界選手権（エックストライアルせかいせんしゅけん、FIM X-Trial World Championship）は、モーターサイクルによるモータースポーツ。国際モーターサイクリズム連盟（FIM）が主催する世界選手権大会。2010年まではインドアトライアル世界選手権であった。

## 概要
自然の地形を利用した障害物（セクション）が多いトライアル世界選手権（アウトドアトライアル）に対し、人工的な障害物を設置したスタジアムやアリーナ内で行われるトライアル競技である。セクションの数は8 - 10箇所とアウトドアトライアルに比べて少ないが、セクションの難易度は全体的にアウトドアトライアルに比べて高く、参加ライダーが誰もクリーンできないどころか、全員が5点をもらうセクションも珍しくない。人工の滝やスポンサーの商品の形をした障害物、ダブルレーンと呼ばれる2人のライダーが同時にセクションを走行して走破の速さを競うセクション、ステップアップなど、アウトドアトライアルに比べて派手な演出が施されたショーアップ要素が強いセクションが多いのが特徴である。
X-Trialの特別ルールとしては「バックや停止が0点(アウトドアでは5点)」「アンダーガードをぶつけると1点(アウトドアでは0点)」がある。
アウトドアトライアルがオフシーズンとなる12月から3月にかけて行われており、参加するライダーやオートバイメーカーにとっては、アウトドアトライアルのシーズンインに向けたトレーニングやマシン開発の場といった意味合いも併せ持つ。

## 歴代チャンピオン
| 年     | ライダー                 | 国籍     | メーカー           |
| ------ | ------------------------ | -------- | ------------------ |
| 2001年 | ドギー・ランプキン       | イギリス | モンテッサ・ホンダ |
| 2002年 | アルベルト・カベスタニー | スペイン | ベータ             |
| 2003年 | アダム・ラガ             | スペイン | ガスガス           |
| 2004年 | アダム・ラガ             | スペイン | ガスガス           |
| 2005年 | アダム・ラガ             | スペイン | ガスガス           |
| 2006年 | アダム・ラガ             | スペイン | ガスガス           |
| 2007年 | トニー・ボウ             | スペイン | モンテッサ         |
| 2008年 | トニー・ボウ             | スペイン | モンテッサ         |
| 2009年 | トニー・ボウ             | スペイン | モンテッサ         |
| 2010年 | トニー・ボウ             | スペイン | モンテッサ         |
| 2011年 | トニー・ボウ             | スペイン | モンテッサ         |
| 2012年 | トニー・ボウ             | スペイン | モンテッサ         |
| 2013年 | トニー・ボウ             | スペイン | モンテッサ         |
| 2014年 | トニー・ボウ             | スペイン | モンテッサ         |
| 2015年 | トニー・ボウ             | スペイン | モンテッサ         |
| 2016年 | トニー・ボウ             | スペイン | モンテッサ         |